# 乌鲁木齐绕城高速公路
乌鲁木齐绕城高速公路是国家高速公路网中规划的乌鲁木齐城市环线，由乌鲁木齐绕城高速东线和乌鲁木齐绕城高速西线（规划中）合围连接而成，与连霍高速和京新高速相连。开工前，有报道称预计公路建设费用近500亿元人民币。
2010年6月3日，乌鲁木齐市市长吉尔拉·衣沙木丁表示，中国交通运输部已同意该公路项目建设，将列入十二五规划。东线在2016年9月全线通车。

## 东绕城高速
乌鲁木齐绕城高速公路东线初步设计全长79.532公里，路基宽33.5米，双向六车道，设计时速100公里/小时。 其中新建65.732千米，改建路段路线长13.8千米。东线与乌奎高速公路顺接，与吐乌大高速公路相交，起点为甘泉堡，终点至乌拉泊，沿途经过米东区东部、铁厂沟、石人子沟、葛家沟、榆树沟等，修建9座互通式枢纽立交桥，与将来向东延伸的观园路、跃进街、延安路等城市道路相连。在石人子沟路段山区，还将修建两段穿山隧道。主要功能将是承担以货车为主的过境交通和部分出入交通，其次，还将承担联系乌鲁木齐市东部各组团间的交通，此外，在乌鲁木齐经阜康、奇台向东的高速公路通道与 连霍高速公路、 京新高速公路等国家高速公路联通前，此段还承担部分天山北坡东麓的部分经济节点和乌鲁木齐以北地区东向的过境交通。
2016年9月8日，新疆维吾尔自治区交通运输厅表示，东线在9月8日零点全线通车。

## 西绕城高速
乌鲁木齐绕城高速公路西线也是国家高速公路网的重要组成部分，全长约94.857公里，位于乌鲁木齐市西南、西北区域，与绕城高速东线共同形成乌鲁木齐绕城高速环线。西线全线设计时速100公里/小时，路线起点位于吐乌大高速公路乌拉泊互通以西约4.04千米处，之后延西山、头屯河区、八钢西侧，经昌吉市东侧后横穿五家渠市辖区，到达终点吐乌大高速甘泉堡枢纽西。投资113．34亿元。其中共有4座特大桥、9座大桥、12处互通式立交、27处分离式立交。
2020年12月25日，葛洲坝集团161.4亿元人民币中标乌鲁木齐绕城高速（西线）项目。
2021年3月20日，乌鲁木齐绕城高速公路（西线）PPP项目在西山隧道开工。采用速度为100km/h 双向八车道高速公路标准，路基宽度为41米。建设期3年，特许经营期30年。项目总投资1614081万元。该项目主线长92.027公里，采用双向八车道高速公路标准建设，设计时速100公里/小时，路基宽度41米，主线共设特大桥 5739.6 米/4 座，大桥 11129.6 米/29 座，中桥 2164.2m/33 座，支线上跨分离立交 1301 米/10 座，通道 28道，涵洞 78 道。主线桥梁总长 19033.4 米，占路线总长的20.68％。设长隧道 2处，西山隧道 2645m/1 座，五一农场隧道，2200m/1 座，互通式立交共 15 处，其中枢纽立交 6处（含六工镇互通，工程量不计入本项目），服务区 2 处，养护工区 2 处，互通连接线 6.64 公里/3 处，匝道收费站 11 处，管理分中心 1 处，同步建设必要的交通工程和沿线设施。新建桥涵设计汽车荷载等级采购公路-I级。

## 互通枢纽和服务设施
| 地区                                                                                         | 里程            | 类型                              | 名称         | 连接                           | 说明                |
| -------------------------------------------------------------------------------------------- | --------------- | --------------------------------- | ------------ | ------------------------------ | ------------------- |
| 乌鲁木齐市 天山区                                                                            |                 | 出入口                            | 乌拉泊北     | 河滩快速路                     |                     |
| 沙依巴克区                                                                                   | 0/156           | 枢纽                              | 乌拉泊       | 连霍高速                       |                     |
| 沙依巴克区                                                                                   | 3               | 枢纽                              | 乌拉泊西     | 连霍高速                       |                     |
| 沙依巴克区                                                                                   | 14              | 枢纽                              | 西山南       | 乌若高速 仓房沟 巴伦台         |                     |
| 沙依巴克区                                                                                   | 19              | 出入口                            | 西山农场     | 101省道 萨尔达坂 西山农场      |                     |
| 乌鲁木齐县                                                                                   | 25              | 出入口                            | 兵团工业园   | 兵团工业园                     |                     |
| 乌鲁木齐县                                                                                   | 31              | 出入口                            | 西山西       | 西山路 西山西 马家庄           |                     |
| 昌吉回族自治州 昌吉市                                                                        | 39              | 出入口                            | 头屯河       | 万盛大街 头屯河                |                     |
| 昌吉回族自治州 昌吉市                                                                        | 43              | 停车场 · 加油设施 · 修车站 · 餐厅 | 硫磺沟       | 硫磺沟                         |                     |
| 昌吉回族自治州 昌吉市                                                                        | 45              | 出入口                            | 三工站       | 苏州路连接线 八钢 三工镇       |                     |
| 乌鲁木齐市 头屯河区                                                                          | 54              | 枢纽                              | 乌奎互通     | 连霍高速                       |                     |
| 乌鲁木齐市 头屯河区                                                                          | 57              | 出入口                            | 三坪站       | 石河子路 三坪 昌吉             |                     |
| 乌鲁木齐市 头屯河区                                                                          | 67              | 出入口                            | 五一站       | 五一连接线 昌吉（北） 五一农场 |                     |
| 乌鲁木齐市新市区 昌吉回族自治州昌吉市                                                        | 73              | 停车场 · 加油设施 · 修车站 · 餐厅 | 六工服务区   | 六工服务区                     |                     |
| 昌吉回族自治州昌吉市                                                                         | 78              | 出入口                            | 五家渠西     | 五家渠西                       |                     |
| 五家渠市                                                                                     | 85              | 枢纽                              | 五家渠东     | 阿乌高速                       |                     |
| 乌鲁木齐市米东区                                                                             | 91              | 出入口                            | 三道坝       | 138县道 三道坝 长山子          |                     |
| 乌鲁木齐市米东区                                                                             | 95/2832（2816） | 主线收费站                        | 米东北       | 京新高速                       | 与 京新高速共线开始 |
| 乌鲁木齐市米东区                                                                             | 2825/102        | 枢纽                              | 甘泉堡       | 乌鲁木齐绕城高速               | 与 京新高速共线结束 |
| 乌鲁木齐市米东区                                                                             | 105             | 出入口                            | 米东         | 米东北路 米东城区              |                     |
| 乌鲁木齐市米东区                                                                             | 112             | 停车场 · 加油设施 · 修车站 · 餐厅 | 米东区服务区 | 米东区服务区                   |                     |
| 乌鲁木齐市米东区                                                                             | 114             | 出入口                            | 铁厂沟       | 米东区化工园                   |                     |
| 乌鲁木齐市米东区                                                                             | 121             | 出入口                            | 甘沟         | 芦草沟 甘沟                    |                     |
| 水磨沟区                                                                                     | 127             | 出入口                            | 石人子沟     | 007县道石人子沟 芦草沟路       |                     |
| 水磨沟区                                                                                     | 133             | 出入口                            | 观园路       | 二环路 观园路                  |                     |
| 达坂城区                                                                                     | 144             | 出入口                            | 延安路       | 东二环 延安路                  |                     |
| 达坂城区                                                                                     | 148             | 停车场 · 加油设施 · 修车站 · 餐厅 | 延安路服务区 | 延安路服务区                   | 僅甘泉堡方向        |
| 1.000 英里 = 1.609 千米；1.000 千米 = 0.621 英里 并行路段 • 已关闭／取消 • 限制进入 • 未开放 |                 |                                   |              |                                |                     |